# Mean, Green, and Straight Poured into These Jeans
«Mean, Green, and Straight Poured into These Jeans» (с англ. — «Злая, зелёная и прямая, влитая в эти джинсы») — пятый эпизод американского сериала «Женщина-Халк: Адвокат» (2022), основанного на одноимённом персонаже комиксов Marvel. В этом эпизоде адвокат Дженнифер Уолтерс / Женщина-Халк подаёт в суд на Титанию, которая зарегистрировала торговую марку «Женщина-Халк». Действие эпизода происходит в медиафраншизе «Кинематографическая вселенная Marvel» (КВМ), разделяя преемственность с фильмами франшизы. Сценаристом выступила Дана Шварц, а режиссёром — Ану Валиа.
Татьяна Маслани исполняет роль Дженнифер Уолтерс / Женщины-Халка; в эпизоде также сыграли Джош Сегарра, Джамила Джамил (Титания), Джинджер Гонзага, Джон Басс, Гриффин Мэтьюз и Рене Элиз Голдсберри. Валиа присоединилась в декабре 2020 года, чтобы стать режиссёром нескольких эпизодов сериала.
Эпизод «Злая, зелёная и прямая, влитая в эти джинсы» был выпущен на Disney+ 15 сентября 2022 года.

## Сюжет
Титания зарегистрировала торговую марку «Женщина-Халк» для новой линейки косметических товаров, и это злит Дженнифер Уолтерс. Холден Холлиуэй предупреждает Дженнифер, что ей нужно быстро разобраться с ситуацией, и назначает Мэллори Бук адвокатом по этому делу. Никки Рамос и Паг Пульезе обращаются к Люку Джейкобсону, эксклюзивному портному, для создания костюма для Женщины-Халка. Бук и Уолтерс подают встречный иск на Титанию. Уолтерс узнаёт, что Тодд Фелпс, который был с ней на одном из неудачных свиданий, также является клиентом её фирмы, и это помогает ей понять, что она может использовать свою историю в приложении для знакомств, где она идентифицирует себя как Женщину-Халка до того, как Титания зарегистрировала торговую марку. Благодаря показаниям свидетелей с прошлых свиданий Уолтерс выигрывает дело и отмечает победу с Бук. Позже она приходит за своими новыми индивидуальными нарядами к Джейкобсону, во время примерки Джейкобсон прячет коробку со шлемом Сорвиголовы.

## Производство

### Разработка
В августе 2019 года студия Marvel Studios объявила, что «Женщина-Халк: Адвокат» разрабатывается для стримингового сервиса Disney+. К декабрю 2020 года Ану Валиа была нанята режиссёром трёх эпизодов сериала, включая пятый. В число исполнительных продюсеров, помимо главного режиссёра Кэт Койро и главного сценариста Джессики Гао, входят Кевин Файги, Луис Д’Эспозито, Виктория Алонсо и Брэд Уиндербаум. Пятый эпизод, «Mean, Green, and Straight Poured into These Jeans» (с англ. — «Злая, зелёная и прямая, влитая в эти джинсы»), был написан Даной Шварц и вышел на Disney+ 15 сентября 2022 года. Название эпизода является отсылкой к тому, что Дженнифер Уолтерс написала в «разделе о себе» анкеты знакомств. Титульная карточка эпизода изменена на «She-Hulk by Titania» (с англ. — «Женщина-Халк от Титании»).

### Сценарий
Ану Валиа считает, что исследование жизни Уолтерс на свиданиях — это «так прекрасно», поскольку удалось показать на примере одного из её парней, Артура, как ей обидно, что его интересует только Женщина-Халк, а не Уолтерс. По словам Валиа, «суть того, что исследуется, такова: „Тебе нравится другая сторона меня, но не обе стороны? Это тоже я“», — и призналась, что это трудно понять, учитывая, что она считает Уолтерс такой же привлекательной, как и Женщину-Халка. К концу эпизода Мэллори Бук дружится с Уолтерс; в комиксах данные персонажи подружились намного позже. Актриса Рене Элиз Голдсберри посчитала, что смена места событий оправдывает более быстрое укрепление отношений между Мэллори и Дженнифер, так как вначале Бук не проявляет уважения к Женщине-Халку, но к концу эпизода Уолтерс завоёвывает уважение Мэллори, хоть и не становится её подругой. Голдсберри считает, что Бук следовало выразить Уолтерс своё уважение, чтобы «немного примириться с тем, что у них есть общего в мире, в котором они живут».
В конце эпизода показано, что Люк Джейкобсон создал новый костюм для Мэтта Мёрдока / Сорвиголовы, который в сериале появится позже. Валиа была удивлена, увидев, что это включено в сценарий, и сказала, что это «большая ответственность» и «очень весело». «Злая, зелёная и прямая, влитая в эти джинсы» — первая серия, в которой отсутствует сцена после титров. Валиа, Джессика Гао и Marvel «поиграли с разными версиями» эпизода, чтобы понять, нужна ли сцена после титров, но в итоге решили, что тизера костюмов Женщины-Халка и Сорвиголовы перед титрами будет достаточно.

### Дизайн
Для этого эпизода одежда и макияж Титании были изменены на зелёную цветовую палитру, чтобы подчеркнуть, что героиня пытается залезть в голову Уолтерс и разозлить её. Актриса Джамила Джамил отметила: «Невероятно забавно, что [Титания] решила, что зелёный цвет поможет ей выиграть дело». Товар «Avongers» и «Avingers» был разработан компанией 100 Soft, которая также создаёт различные эмодзи для персонажей Кинематографической вселенной Marvel в Твиттере.

### Кастинг
В эпизоде снялись Татьяна Маслани в роли Дженнифер Уолтерс / Женщины-Халка, Джош Сегарра в роли Августа «Пага» Пульезе, Джамила Джамил в роли Титании, Джинджер Гонзага в роли Никки Рамос, Джон Басс в роли Тодда Фелпса, Гриффин Мэтьюз в роли Люка Джейкобсона и Рене Элиз Голдсберри в роли Мэллори Бук. Также снялись Стив Култер в роли Холдена Холлиуэя, Николас Чирилло в роли Чеда:26:48, Брэндон Стэнли в роли Юджина Патилио, Дэвид Отунга в роли Дерека, Эдди Риосеко в роли Ноя:26:48, Мишель Куриэль в роли Артура и Дэрин Тондер в роли Роберта Уоллиса. Ведущий новостей Боб Декастро предстаёт в роли самого себя:26:48.

### Съёмки и визуальные эффекты
Съёмки проходили на студии Trilith Studios в Атланте (Джорджия), режиссёром эпизода выступила Ану Валиа, а оператором — Даг Чемберлен:1. С Джинджер Гонзага и Джошем Сегаррой было отснято больше материала для подсюжета о Никки Рамос и Паге Пульезе, который не вошёл в эпизод. Валиа высоко оценила взаимодействие актёров в этом эпизоде.
Визуальные эффекты были созданы компаниями Digital Domain, Wētā FX, Wylie Co., Cantina Creative, FuseFX, SDFX Studios, Capital T, Keep Me Posted, WeFX, Soho VFX и Lightstage:27:55–28:18.

### Музыка
В эпизоде звучат следующие песни: «Go Higher» от Prop Pilot, «Fire at Night» от Янни Анастоса-Прастакоса, Алекса Штрале и Майлза Эберхардта, «Shine» от Тиффани Пирс и Лестли Реналдо Пирс-мл., «Golden» от King Hawkins и «Say My Name» от Туве Стюрке:28:32.

## Маркетинг
В эпизод включён QR-код, позволяющий зрителям получить доступ к бесплатной цифровой копии комикса She-Hulk (2004) #10. После премьеры эпизода Marvel объявила о выпуске товаров, вдохновлённых эпизодом, в рамках еженедельной акции «Marvel Must Haves» для каждого эпизода сериала, включая значки с изображением Женщины-Халка, Funko POP!-фигурку Титании и одежду с изображением обеих персонажей. Кроме того, на аккаунте Мстителей в Твиттере обновилась биография, иконка и название на «Avongers»; в Твиттере Титании был опубликован рекламный ролик её линии косметических средств, а на номере горячей линии сериала появилось сообщение от Титании, в котором говорилось, что она владеет торговой маркой «Женщина-Халк» и, соответственно, номером горячей линии.

## Реакция
Фэй Уотсон из GamesRadar дала эпизоду 3 звезды с половиной из 5 и отметила, что «„Женщина-Халк“ — это не „Лунный рыцарь“, где тайна раскрывается эпизодически — это комедия, и между сериями особо не о чем размышлять». Арезу Амин из Collider поставила эпизоду оценку «A-» и подчеркнула, что «это первая серия, которая закончилась без сцены после титров». Бен Шерлок из Game Rant вручил эпизоду 3 звезды из 5 и написал, что основной сюжет не сильно развивался, а второстепенный был не особо смешным. Журналисты также акцентировали внимание на появлении шлема Сорвиголовы в конце серии.

## Комментарии
1. ↑  Как показано в серии «Разве это не настоящая магия?».